# Lista dei reggimenti dell'Esercito Italiano
Di seguito viene riportato l'elenco dei reggimenti dell'Esercito Italiano creati dalla sua istituzione nel 1946.
In alcuni casi sono citati anche alcuni battaglioni, poiché nell'Esercito Italiano, per determinati periodi, il livello reggimentale è stato declassato a livello battaglione, che, in ogni caso, si è mantenuto autonomo ed ha conservato motto, numero e tradizioni del reggimento originale. Nel tempo, poi, molti di questi battaglioni sono stati riportati a livello reggimento. Alcuni battaglioni, pur non essendo mai stati elevati a livello reggimentale, si sono però fregiati di tutti i segni distintivi dei reggimenti, tra i quali la bandiera di guerra, lo stemma e il motto, oppure sono stati riconosciuti come corpo dall'Esercito nelle sue pubblicazioni.

## Codici di tipologia
I codici impiegati nella descrizione sono i seguenti:
- ALM = autogruppo di manovra
- BCC = battaglione corazzato
- BF = battaglione di fanteria
- BFA = battaglione alpini
- BFB = battaglione bersaglieri
- BFC = battaglione fanteria corazzata
- BFG = battaglione granatieri
- BFL = battaglione lagunari
- BFM = battaglione fanteria meccanizzata
- BFO = battaglione di fanteria d'arresto
- BFP = battaglione paracadutisti
- BG = battaglione genio
- BGG = battaglione genio guastatori
- BGM = battaglione genio minatori
- BGP = battaglione genio pionieri
- BGX = battaglione misto genio
- BL = battaglione logistico
- BLM = battaglione logistico di manovra
- BLT = battaglione trasporti
- BT = battaglione trasmissioni
- BTE = battaglione guerra elettronica
- BTR = battaglione ricerca elettronica
- GA = gruppo artiglieria
- GAA = gruppo artiglieria alpina
- GAP = gruppo artiglieria pesante campale semovente
- GAS = gruppo specialisti artiglieria
- GAV = gruppo artiglieria controaerei
- GC = gruppo squadroni (cavalleria)
- GV = gruppo squadroni aviazione leggera esercito
- GVS = gruppo squadroni sostegno aviazione leggera esercito
- RA = reggimento artiglieria
- RAA = reggimento artiglieria alpina
- RAB = Raggruppamento artiglieria difesa costiera
- RAC = reggimento artiglieria di corpo d'armata
- RAD = reggimento artiglieria di divisione celere
- RAF = reggimento artiglieria della guardia alla frontiera
- RAI = reggimento artiglieria a cavallo
- RAM = reggimento artiglieria d'armata
- RAN = reggimento artiglieria da campagna semovente
- RAP = reggimento artiglieria di campagna
- RAS = reggimento artiglieria semovente
- RAT = reggimento artiglieria terrestre
- RAV = reggimento artiglieria controaerei
- RAZ = reggimento artiglieria corazzata
- RC = reggimento cavalleria
- RCA = reggimento cavalleria dell'aria
- RCC = reggimento carri
- RCS = reggimento sostegno cavalleria dell'aria
- RF = reggimento di fanteria
- RFA = reggimento alpini
- RFB = reggimento bersaglieri
- RFC = reggimento fanteria corazzata
- RFG = reggimento granatieri
- RFL = reggimento Lagunari
- RFO = reggimento di fanteria d'arresto
- RFP = reggimento paracadutisti
- RG = reggimento genio
- RGC = reggimento chimico
- RGF = reggimento genio ferrovieri
- RGG = reggimento genio guastatori
- RGM = reggimento genio minatori
- RGP = reggimento genio pionieri
- RGT = reggimento genio pontieri
- RL = reggimento logistico
- RLM = reggimento di manovra
- RLT = reggimento trasporti
- RT = reggimento trasmissioni
- RTA = reggimento SORAO
- RTE = reggimento guerra elettronica
- RTR = reggimento ricerca elettronica
- RTS = reggimento sostegno TLC
- RV =reggimento aviazione esercito
- RVS = reggimento sostegno aviazione esercito

L'abbreviazione e la denominazione in grassetto indicano che l'unità è ancora in vita. Tra parentesi tonde sono riportate le date di costituzione e scioglimento delle unità; se alla fine è indicata una località ma non una data, il reggimento e ancora operativo e stanziato nella località. Tra parentesi quadre sono riportate le battaglie o campagne principali.

## Cavalleria

### Cavalleria di linea

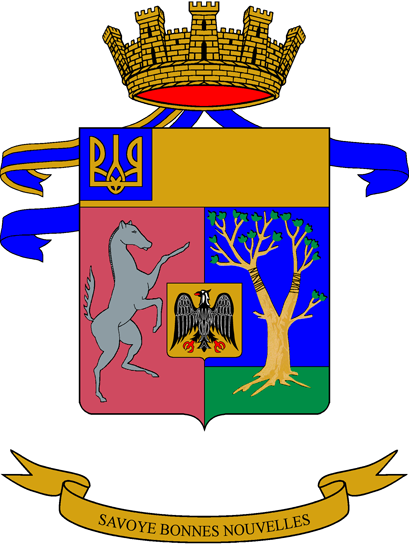
Stemma del Reggimento "Savoia Cavalleria (3°)

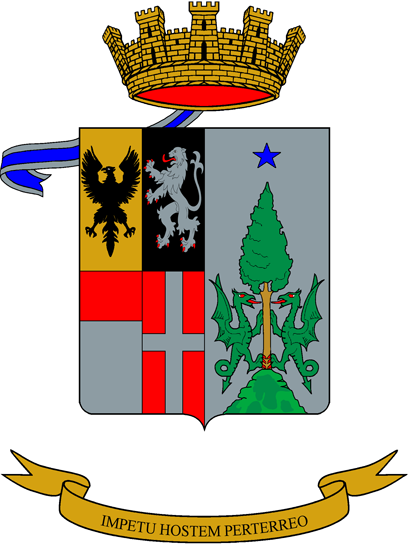
Stemma del Reggimento "Lancieri di Montebello" (8º)

Tra le due guerre mondiali questi reggimenti furono parzialmente motorizzati, riuniti in "divisioni veloci" (una volta "divisioni di cavalleria") o assegnati a grosse formazioni per incarichi particolari. Composti dopo il 1945 in un primo momento esclusivamente come formazioni per le ricognizioni corazzate, successivamente equipaggiati anche con carri armati da combattimento. Dal 1991 di nuovo reggimenti corazzati (parzialmente pesanti) da ricognizione (della forza di un battaglione) con le autoblindo B-1"Centauro".
- Reggimento dragoni Sannes (Asti, 1689-1690)
  - Dragoni di Piemonte (Asti, Cuneo, Torino, sedi varie, 1690-1798) [1691-1695: Difesa della Savoia; 1696: Valencia; 1701-1712: Guerra di Successione di Spagna; 1718: Sicilia; 1733-1735: Guerra di Successione di Polonia; 1742-1748: Guerra di Successione d'Austria; 1792-1796: Piemonte]
  - 3º RC (Ferrara, 1798-1799) [1799: Lombardia]
  - 3º Reggimento dragoni piemontesi (Torino, 1799)
  - Reggimento "Cavalleggeri di Piemonte" (Venaria Reale, Pinerolo, Casale Monferrato, sedi varie, 1815-1832) [1815: Grenoble]
  - RC "Nizza cavalleria" (Venaria Reale, Vercelli, Vigevano, Saluzzo, sedi varie, 1832-1859) [1848-1849: Prima guerra d'Indipendenza]
  - RC "Corazzieri di Nizza" (Saluzzo, 1859-1860) [1859: Lombardia]
  - Reggimento "Nizza cavalleria" (Pisa, Caserta, Milano, Brescia, Saluzzo, Torino, 1860-1871) (Motto: Nicaea fidelis) [1860-1861: Marche, Umbria, Italia meridionale; 1866: Veneto]
  - 1º RC ("Nizza") (Parma, Napoli, 1871-1876)
  - RC "Nizza" (1º) (Napoli, Santa Maria Capua Vedere, Roma, Voghera, Milano, Brescia, 1876-1897)
  - Reggimento "Nizza cavalleria" (1º) (Brescia, Padova, Milano, Savigliano, 1897-1920) [1918: Monfalcone, Vittorio Veneto]
  - Reggimento "Nizza cavalleria" (Torino, 1920-1943) [1935-1936: Guerra d'Etiopia; 1940-1943: Jugoslavia, Francia e Tunisia]
  - Gruppo esplorante 1º dragoni (Pinerolo, 1946-1950)
  - Gruppo cavalleria blindata "Nizza" (Pinerolo, 1950-1951)
  - 1º RC blindata "Nizza cavalleria" (Pinerolo, 1951-1958)
  - Reggimento "Nizza cavalleria" (1º) (Pinerolo, 1958-1959)
  - GC "Nizza cavalleria" (Pinerolo, 1959-1975)
  - 1º GC corazzato "Nizza cavalleria" (Pinerolo, 1975-1991) (Motto: Nicaea fidelis)
  -  Reggimento "Nizza Cavalleria" (1º) (Pinerolo, 1991-oggi) (Motto: Nicaea fidelis)[1]
- Reggimento di Cavaglia
  - RC "Piemonte reale" (Torino, Casale Monferrato, Vercelli, Alessandria, sedi varie, 1692-1798) [1692-1693: Difesa della Savoia; 1701-1712: Guerra di Successione di Spagna; 1733-1735: Guerra di Successione di Polonia; 1742-1748: Guerra di Successione d'Austria; 1793-1796: Piemonte]
  - 4º RC (Monza, 1798-1800) [1799: Lombardia]
  - 4º Reggimento dragoni piemontesi (1800)
  - RC "Piemonte reale cavalleria" (Venaria Reale, Torino, Saluzzo, Vercelli, 1815-1859) (Motto: Venustus et audax) [1848-1849: Prima guerra d'indipendenza, Pastrengo, Novara; 1853-1856, Crimea]
  - RC "Corazzieri di Piemonte" (Torino, 1859-1860) [1859: Lombardia, Magenta, Solferino]
  - RC "Piemonte reale cavalleria" (Caserta, Lodi, Milano, Vercelli, Bologna, Vicenza, 1860-1871) [1860-1861: Marche, Umbria, Italia meridionale, Garigliano; 1866: Veneto, Custoza, Budrio; 1911 : Guerra italo-turca]
  - 2º RC "Piemonte reale" (Vicenza, Caserta, 1871-1876)
  - RC "Piemonte reale" (2º) (Caserta, Lucca, Bologna, Vercelli, Saluzzo, Torino, Vercelli, 1876-1897) [1887, 1895: Etiopia]
  - Reggimento "Piemonte reale cavalleria" (2º) (Vercelli, Brescia, Nola, Roma, 1897-1920) [1918: Gorizia, Vittorio Veneto]
  - Reggimento "Piemonte reale cavalleria" (Roma, Udine, Merano, 1920-1943) [1935: Etiopia; 1940-1943: Jugoslavia, Francia]
  - Gruppo esplorante1935 2º cavalieri (Merano, Firenze, 1946-1948)
  - Gruppo cavalleria blindata "Piemonte" (Firenze, 1948-1949)
  - 2º RC blindata "Piemonte cavalleria" (Firenze, Trieste, 1949-1958)
  - Reggimento "Piemonte cavalleria" (2º) (Trieste, Villa Opicina, 1958-1975)
  - 2º GC meccanizzato "Piemonte cavalleria" (Villa Opicina, 1975-1991) (Motto: Venustus et audax)
  -  Reggimento "Piemonte Cavalleria" (2º) (Villa Opicina, 1991-oggi) (Motto: Venustus et audax)[2]
- Reggimento Montbrison
  - Reggimento di None
  - RC "Savoia" (Fossano, Vercelli, Torino, Pinerolo, Asti, sedi varie, 1692-1798) [1692-1693: Difesa della Savoia; 1701-1712: Guerra di Successione di Spagna; 1733-1735: Guerra di Successione di Polonia; 1742-1748: Guerra di Successione d'Austria; 1793-1796: Piemonte; 1848-1849: Prima guerra d'Indipendenza]
  - 6º RC (Saluzzo, Salsomaggiore, Torino, 1798)
  - Reggimento "Savoia cavalleria" (Venaria Reale, Vigevano, Savigliano, 1815-1819)
  - Reggimento "Cavalleggeri di Savoia" (Savigliano, Pinerolo, Casale Monferrato, 1819-1832)
  - Reggimento "Savoia cavalleria" (Casale Monferrato, Vigevano, Savigliano, Venaria Reale, Torino, Pinerolo, Saluzzo, 1832-1859)
  - RC "Corazzieri di Savoia" (Torino, Savigliano, 1859-1860) [1859: Lombardia]
  - Reggimento "Savoia cavalleria" (Milano, Voghera, Torino, Milano, Foligno, Firenze, Nola, Caserta, 1860-1871) [1866: Veneto; 1870: Presa di Roma; 1918: Gorizia, Vittorio Veneto]
  - 3º RC ("Savoia") (Caserta, Torino, 1871-1876) (Motto: Savoye bonnes nouvelles) [1942: Erbfolgekriege, Jsbuschenskij]
  - RC "Savoia" (3º) (Udine, Lodi, Milano, Verona, Padova, 1876-1897)
  - Reggimento "Savoia cavalleria" (3º) (Padova, Santa Maria Capua Vetere, Firenze, Savigliano, Milano, 1897-1920)
  - Reggimento "Savoia cavalleria" (Milano, 1920-1943)
  - Gruppo esplorante 3º cavalieri (Milano, 1946-1948)
  - Gruppo cavalleria blindata "Gorizia cavalleria" (Milano, 1948-1950)
  - 3º RC blindata "Gorizia cavalleria" (Milano, Merano, 1950-1958)
  - Reggimento "Savoia cavalleria" (3º) (Merano, 1958-1975)
  - 3º GC corazzato "Savoia cavalleria" (Merano, 1975-1992)
  -  Reggimento "Savoia Cavalleria (3°) (Grosseto, 1992-oggi) (Motto: Savoye bonnes nouvelles)[3]
- Reggimento dragoni di Sua Altezza Reale (Pinerolo, Chivasso, Asti, Chieri, Saluzzo, Vercelli, 1683-1713) [1706: Madonna di Campagna]
  - Reggimento dragoni di Sua Maestà (Saluzzo, Pinerolo, Fossano, Torino, Alessandria, sedi varie, 1713-1798) [1796: Brichetto]
  - 1º RC (Torino, 1798)
  - 1º Reggimento dragoni piemontesi (Torino, 1799)
  - Reggimento dragoni del Re (Alessandria, 1815-1821)
  - Reggimento "Dragoni del Genevese" (Pinerolo, Savigliano, Casale Monferrato, Venaria Reale, Vigevano, 1821-1832)
  - Reggimento "Genova cavalleria" (Vigevano, Casale Monferrato, Vercelli, Savigliano, Torino, Chambery, 1832-1859)
  - Reggimento "Corazzieri di Genova" (Vigevano, 1859-1860)
  - Reggimento "Genova cavalleria" (Milano, Parma, Firenze, Caserta, Napoli, 1860-1871)
  - 4º RC ("Genova") (Napoli, Vercelli, 1871-1876)
  - RC "Genova" (4º) (Vercelli, Terni, Capua, Napoli, Udine, Milano, Lodi, Vicenza, 1876-1897)
  - Reggimento "Genova cavalleria" (4º) (Vicenza, Milano, Padova, Pordenone, 1897-1920) [1917: Pozzuolo del Friuli]
  - Reggimento "Genova cavalleria" (Pordenone, Bologna, Roma, 1920-1943) (Motto: Soit a pied, soit a cheval, mon honneur est sans égal)
  - Gruppo esplorante 4º dragoni (Albenga, Palmanova, 1946-1949)
  - 4º RC blindata "Genova cavalleria" (Palmanova, 1949-1958)
  - Reggimento "Genova cavalleria" (4º) (Palmanova, 1958-1975)
  - 4º GC meccanizzato "Genova cavalleria" (Palmanova, 1975-1993)
  -  Reggimento "Genova Cavalleria" (4º) (Palmanova, 1993-oggi) (Motto: Soit a pied, soit a cheval, mon honneur est sans égal)[4]
- Reggimento "Dragoni di Piemonte" (1828-1832)
  - Reggimento "Novara cavalleria" (1832-1850)
  - Reggimento "Cavalleggeri di Novara" (1850-1860)
  - Reggimento "Lancieri di Novara" (1860-1871)
  - 5º RC ("Novara") (1871-1876)
  - RC "Novara" (5º) (1876-1897)
  - Reggimento "Lancieri di Novara" (5º) (1897-1920) [1917: Pozzuolo del Friuli]
  - Reggimento "Cavalleggeri di Novara" (1920-1934)
  - Reggimento "Lancieri di Novara" (1934-1943) (Motto: Albis ardua) [1942: Jagodnij, Don]
  - Gruppo esplorante 5º lancieri (1946-1949)
  - 5º RC blindata "Lancieri di Novara" (1949-1958)
  - Reggimento "Lancieri di Novara" (5º) (1958-1964)
  - GC "Lancieri di Novara" (1964-1975)
  - 5º GC carri "Lancieri di Novara" (Codroipo, 1975-1992)
  -  Reggimento "Lancieri di Novara" (5º) (1992-oggi) (Motto: Albis ardua)[5]
- RC "Aosta" (Voghera, Casale Monferrato, 1774-1796)
  - Reggimento "Aosta cavalleria" (Vercelli, Pinerolo, Venaria Reale, Casale Monferrato, Vigevano, Savigliano, Saluzzo, 1831-1850)
  - Reggimento "Cavalleggeri di Aosta" (Torino, Voghera, Vigevano, Casale Monferrato, Chambery, Pinerolo, Brescia, Melzo, 1850-1860)
  - Reggimento "Lancieri di Aosta" (Vigevano, Torino, Modena, Firenze, Terni, Santa Maria Capua Vetere, Lucera, Caserta, Voghera, Milano, Verona, Parma, Firenze, Roma, 1860-1871) [1866: Monte Vento]
  - 6º RC ("Aosta") (Terni, Vicenza, 1871-1876)
  - RC "Aosta" (6º) (Vicenza, Bologna, Caserta, Lucca, Firenze, Parma, 1876-1897)
  - Reggimento "Lancieri di Aosta" (6º) (Saluzzo, Savigliano, Nola, Firenze, Ferrara, 1897-1920)
  - Reggimento "Cavalleggeri di Aosta" (Ferrara, Napoli, 1920-1934)
  - Reggimento "Lancieri di Aosta" (Napoli, 1934-1943) (Motto: Aosta d'fer)
  - 6º RC blindata "Lancieri di Aosta" (Bologna, Reggio nell'Emilia, 1951-1958)
  - Reggimento "Lancieri di Aosta" (6º) (Reggio nell'Emilia, 1958-1964)
  - GC "Lancieri di Aosta" (Cervignano, 1964-1975)
  - 6º GC carri "Lancieri di Aosta" (Cervignano, Palermo, 1975-1993)
  -  Reggimento "Lancieri di Aosta" (6º) (Palermo, 1993-oggi) (Motto: Aosta d'fer)[6]
- Reggimento "Cavalleggeri di Milano" (1859-1860)
  - RC "Lancieri di Milano" (1860-1871)
  - 7º RC ("Milano") (1871-1876)
  - RC "Milano" (7º) (1876-1897)
  - RC "Lancieri di Milano" (7º) (1897-1920) [1918: Monastir]
  - Reggimento "Lancieri di Milano" (Civitavecchia, 1938-1943) (Motto: Sic personat virtus)
  - GC "Lancieri di Milano" (Monza, 1964-1975)
  -  7º Gruppo squadroni esplorante "Lancieri di Milano" (Remanzacco, 1975-1989)[7]
- Reggimento "Dragoni di Montebello" (Voghera, 1859-1860)
  - Reggimento "Lancieri di Montebello" (Parma, Piacenza, Foggia, Caserta, Ferrara, Udine, Verona, 1860-1871)
  - 8º RC ("Montebello") (Verona, Terni, 1871-1876)
  - RC ("Montebello") (8º) (Terni, Vercelli, Milano, Saluzzo, Santa Maria Capua Vetere, Firenze, 1876-1897)
  - Reggimento "Lancieri di Montebello" (Firenze, Brescia, Vicenza, Parma, 1897-1920) (Motto: Impetu hostem perterreo)
  - Raggruppamento esplorante corazzato "Lancieri di Montebello" (1942-1943) [1943: Roma]
  - GC "Lancieri di Montebello" (Roma, 1950-1951)
  - 8º RC blindata "Lancieri di Montebello" (Roma, 1951-1958)
  - Reggimento "Lancieri di Montebello" (8º) (Roma, 1958-1975)
  - 8ºGC corazzato "Lancieri di Montebello" (Roma, 1975-1992)
  -  Reggimento "Lancieri di Montebello" (8º) (Roma, 1992-oggi) (Motto: Impetu hostem perterreo)[8]
- Corpo dragoni toscani (Gran Ducato di Toscana, Firenze, 1753-1808)
  - Regio corpo dei dragoni (Firenze, 1814-1816)
  - Corpo dei cacciatori a cavallo (Firenze, 1816-1859)
  - Reggimento "Cavalleggeri di Firenze" (Firenze, 1859-1860)
  - Reggimento "Lancieri di Firenze" (Bologna, Vercelli, Brescia, Firenze, Napoli, Santa Maria Capua Vetere, 1860-1871)
  - 9º RC ("Firenze") (Lodi, Milano, 1871-1876)
  - RC "Firenze" (9º) (Milano, Saluzzo, Vicenza, Caserta, Napoli, Milano, 1876-1897)
  - Reggimento "Lancieri di Firenze" (9º) (Milano, Vicenza, Santa Maria Capua Vetere, Roma, 1897-1920) [1918: Vittorio Veneto]
  - Reggimento "Cavalleggeri di Firenze" (Napoli, Ferrara, 1920-1934)
  - Reggimento "Lancieri di Firenze" (Ferrara, 1934-1943) (Motto: Con l'animo che vince ogni battaglia)
  - Squadrone cavalleria blindata "Lancieri di Firenze" (Roma, Civitavecchia, 1951-1956)
  - GC "Lancieri di Firenze" (Civitavecchia, 1956-1957)
  - 9º GC carri "Lancieri di Firenze" (Sgonico, 1975-1992)
  -  Reggimento "Lancieri di Firenze" (9º) (Grosseto, 1992-1995) (Motto: Con l'animo che vince ogni battaglia)[9]
- Reggimento "Vittorio Emanuele cavalleria" (1859-1860)
  - Reggimento "Lancieri di Vittorio Emanuele" (1860-1871)
  - 10º RC ("Vittorio Emanuele") (1871-1876)
  - RC "Vittorio Emanuele" (10º) (1876-1897)
  - Reggimento "Lancieri di Vittorio Emanuele" (10º) (1897-1900)
  - Reggimento "Lancieri di Vittorio Emanuele II" (10º) (1900-1920) [1918: Monastir]
  - Reggimento "Cavalleggeri di Vittorio Emanuele II" (1920-1934)
  - Reggimento "Lancieri di Vittorio Emanuele II" (1934-1942) (Motto: Per la gloria del nome)
  -  Reggimento corazzato "Vittorio Emanuele II" (1942-1943)[10]
- Deposito "Lancieri di Foggia" (Vercelli, 1863-1864)
  - Reggimento "Lancieri di Foggia" (1864-1871)
  - RC ("Foggia") (11º) (1871-1876)
  - RC "Foggia" (11º) (1876-1897)
  -  Reggimento "Cavalleggeri di Foggia" (11º) (1897-1920) (Motto: Audaci e vigili) [1918: Vittorio Veneto][11]
- Reggimenti di cavalleggeri e dragoni lombardi (1848-1849)
  - 7º RC (1849-1850)
  - Reggimento "Cavalleggeri di Saluzzo" (1850-1871)
  - 12° RC ("Saluzzo") (1871-1876)
  - RC "Saluzzo" (12º) (1876-1897)
  - Reggimento "Cavalleggeri di Saluzzo" (12º) (1897-1920) [1918: Istrago]
  - Reggimento "Cavalleggeri di Saluzzo" (1920-1943) (Motto: Quo fata vocant)
  - GC "Cavalleggeri di Saluzzo" (1964-1976)
  - 12º GC esplorante "Cavalleggeri di Saluzzo" (1976-1986)
  -  12º Gruppo squadroni meccanizzato "Cavalleggeri di Saluzzo" (Gorizia, 1986-1991)[12]
- Reggimento "Cavalleggeri di Monferrato" (1850-1871) [1859: Montebello]
  - 13º RC ("Monferrato") (1871-1876)
  - RC "Monferrato" (13º) (1876-1897)
  -  Reggimento "Cavalleggeri di Monferrato" (Voghera, 1920-1943) (Motto: Semper ut quondam)[13]
- Reggimento "Cavalleggeri di Alessandria" (1850-1871)
  -  14º Reggimento "Cavalleggeri di Alessandria" (1871-1979) (Motto: In periculo surgo) [1866: Custoza; 1942: Poloy][14]
- Reggimento "Cavalleggeri di Lodi" (Alessandria, Casale Monferrato, Vercelli, Brescia, Ferrara, Bologna, Aversa, Lucera, Nola, Vicenza, 1859-1871)
  - 15º RC ("Lodi") (Brescia, 1871-1876)
  - RC "Lodi" (15º) (Savigliano, Torino, Santa Maria Capua Vetere, Vercelli, Udine, 1876-1897)
  - Reggimento "Cavalleggeri di Lodi" (15º) (Milano, Lodi, Aversa, Napoli, 1897-1920) [1911: Libia; 1918: Francia]
  - Raggruppamento esplorante corazzato "Cavalleggeri di Lodi" (15º) (Pinerolo, 1942-1943) (Motto: Lodi s'immola) [1942: Libia]
  - Squadrone cavalleria blindata "Cavalleggeri di Lodi" (Verona, 1952-1956)
  - GC "Cavalleggeri di Lodi" (Novara, Lenta, 1956-1975)
  - 15º GC esplorante "Cavalleggeri di Lodi" (Lenta, 1975-1991)
  -  Reggimento "Cavalleggeri di Lodi" (15º) (Lenta, 1991-1995) (Motto: Lodi s'immola)[15]
- Divisione cavalleggeri della Toscana (1859)
  - Reggimento "Cavalleggeri di Lucca" (1859-1871)
  - 16º RC ("Lucca") (1871-1876)
  - RC "Lucca" (16º) (1876-1897)
  - Reggimento "Cavalleggeri di Lucca" (16º) (1897-1920) (Motto: Gladium pro Patria et Rege) [1918: Macedonia]
  -  Reggimento motorizzato "Cavalleggeri di Lucca" (1943)[16]
- Reggimento "Cavalleggeri di Caserta" (1863-1871)
  - 17º RC ("Caserta") (1871-1876)
  - RC "Caserta" (17º) (1876-1897)
  -  Reggimento "Cavalleggeri di Caserta" (17º) (1897-1919) (Motto: Ad erta volgo)[17] [1918: Montello] > poi con lo stesso nome divenne il 2º gruppo squadroni del Reggimento "Lancieri di Aosta" (6º)
- Reggimento "Ussari di Piacenza" (1859-1871)
  - 18º RC ("Piacenza") (1871-1876)
  - RC "Piacenza" (18º) (1876-1897)
  -  Reggimento "Cavalleggeri di Piacenza" (18º) (1897-1919) (Motto: Viriliter pro patria militantibus) [1918: M. Grappa][18] > poi con lo stesso nome divenne il 2º gruppo squadroni del Reggimento "Lancieri di Novara" (5º)
- Squadrone guide (Pinerolo, 1859-1860)
  - Reggimento guide (Pinerolo, Vigevano, Firenze, Foligno, Caserta, Napoli, Torino, Vercelli, 1860-1871) [1866: Oliosi]
  - 19º RC ("Guide") (Vercelli, Udine, 1871-1876)
  - RC "Guide" (19º) (Brescia, Savigliano, Parma, Aversa, Napoli, Caserta, 1876-1897)
  - Reggimento "Cavalleggeri guide" (19º) (Caserta, Faenza, Milano, Voghera, 1897-1919) > poi con lo stesso nome divenne il 2º gruppo squadroni del Reggimento "Cavalleggeri di Foggia" (11º)
  - Reggimento "Cavalleggeri guide" (Padova, Parma, 1920-1943) (Motto: Alla vittoria ed all'onor son guida)
  - XIV Gruppo appiedato "Cavalleggeri guide" (1940-1944)
  - 14º Reparto salmerie da combattimento "Guide" (1944-1945)
  - Squadrone cavalleria blindata "Guide" (Casarsa della Delizia, 1949-1953)
  - GC "Cavalleggeri guide" (Casarsa della Delizia, 1953-1975)
  - 19º GC esplorante "Cavalleggeri guide" (Casarsa della Delizia, 1975-1991)
  -  Reggimento "Cavalleggeri guide" (19º) (Salerno, 1991-oggi) (Motto: Alla vittoria ed all'onor son guida)[19]
- 20º RC ("Roma") (1871-1876)
  - RC "Roma" (20º) (1876-1897)
  -  Reggimento "Cavalleggeri di Roma" (20°) (1897-1919) (Motto: Nomen urget) [1916: Monfalcone][20] > poi con lo stesso nome divenne il 2º gruppo squadroni del Reggimento "Lancieri di Milano" (7º)
- RC "Padova" (21º) (1883-1897)
  -  Reggimento "Cavalleggeri di Padova" (21º) (1897-1919) (Motto: Valore e cortesia)[21] [1918: Vittorio Veneto]  > poi con lo stesso nome divenne il 2º gruppo squadroni del Reggimento "Cavalleggeri di Lucca" (16º)
- RC "Catania" (22º) (1883-1897)
  - Reggimento "Cavalleggeri di Catania" (22º) (1897-1919) (Motto: Usque dum vivam et ultra) [1918: Albania, Semeni][22] > poi con lo stesso nome divenne il 2º gruppo squadroni del Reggimento "Lancieri di Montebello" (8º)
- RC "Umberto I" (23º) (1887-1897)
  -  Reggimento "Cavalleggeri di Umberto I" (23º) (1897-1919) (Motto: Tanto nomine vinces) [1918: Albania][23] > poi con lo stesso nome divenne il 2º gruppo squadroni del Reggimento "Cavalleggeri di Monferrato" (13º)
- RC "Vicenza" (24º) (1887-1897)
  -  Reggimento "Cavalleggeri di Vicenza" (24º) (1897-1919) (Motto: A Vicentia vincentes) [1917: Bainsizza][24] > poi con lo stesso nome divenne il 2º gruppo squadroni del Reggimento "Cavalleggeri di Saluzzo" (12º)
- Reggimento "Lancieri di Mantova" (25º) (1909-1919) (Motto: Referam tibi Mantua palmas) [1918: Castion di Strada][25] > poi con lo stesso nome divenne il 2º gruppo squadroni del Reggimento "Genova cavalleria" (4º)
- Reggimento "Lancieri di Vercelli" (26º) (1909-1919) (Motto: A nessuno secondo) [1918: S. Odorico][26] > poi con lo stesso nome divenne il 2º gruppo squadroni del Reggimento "Savoia cavalleria" (3º)
- Reggimento "Cavalleggeri di Aquila" (27º) (1909-1919) (Motto: Gloria o morte) [1918: Paradiso][27] > poi con lo stesso nome divenne il 2º gruppo squadroni del Reggimento "Lancieri di Vittorio Emanuele II" (10º)
- RC "Cavalleggeri di Treviso" (28º) (1909-1919) (Motto: In certamine audaces) [1916: Monfalcone] > poi con lo stesso nome divenne il 2º gruppo squadroni del Reggimento "Cavalleggeri di Alessandria" (14º)
  -  28º Gruppo squadroni carri "Cavalleggeri di Treviso" (Palmanova, 1975-1991)[28]
- Reggimento "Cavalleggeri di Udine" (29º) (1909-1919) (Motto: Aspetto l'ora) [1916: Vertojbizza][29] > poi con lo stesso nome divenne il 2º gruppo squadroni del Reggimento "Cavalleggeri di Lodi" (15º)
- RC "Cavalleggeri di Palermo" (30º) (1915-1919) (Motto: Mora Mora) [1918: Albania, Semeni][30] > poi con lo stesso nome divenne il 2º gruppo squadroni del Reggimento "Lancieri di Firenze" (9º)
  - Gruppo squadroni "Cavalleggeri di Palermo" (1938-1943)
- GC "Dragoni di Sardegna" (Regno di Sardegna, 1726-1776)
  - Corpo dei dragoni leggeri di Sardegna (1776-1808)
  - Reggimento cavalleggeri di Sardegna (1808-1818)
  - Corpo dei moschettieri di Sardegna (1818-1819)
  - Corpo dei cacciatori reali di Sardegna (1819-1822)
  - Reggimento cavalleggeri di Sardegna (1832-1853)
  - X Gruppo squadroni di nuova formazione (1914-1915)
  -  Gruppo squadroni "Cavalleggeri di Sardegna" (1936-1944) (Motto: Solu in sa morte zedere) [1918: Albania, Semeni][31]
- 1º Reggimento cavalleria carrista (1939)

### Unità corazzate

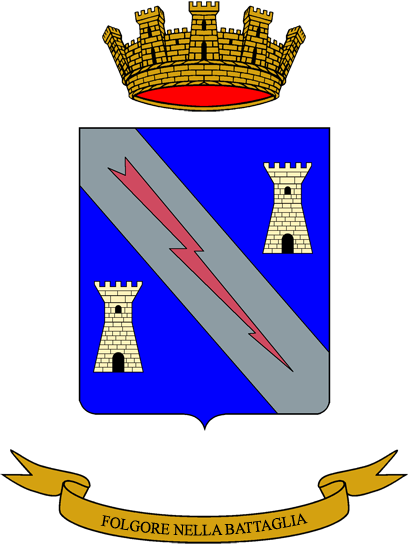
Stemma del 1º Reggimento corazzato

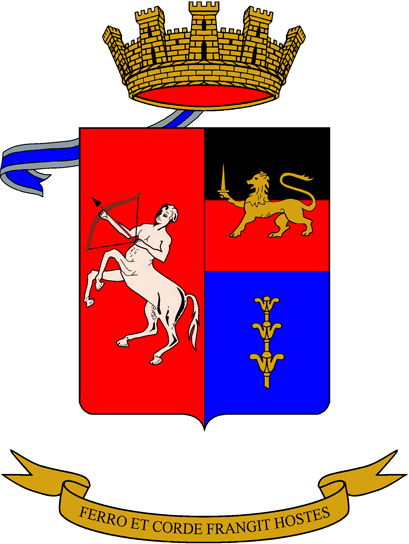
Stemma del 31º Reggimento carri

Le origini delle truppe corazzate italiane risalgono a un'unità di ricerca e addestramento costituita nel settembre 1918 a Verona, che disponeva di pochi carri armati dei tipi Schneider CA1, Renault FT e Fiat 2000. A settembre del 1918 venne costituita a Torino una prima compagnia che nel 1920 venne spostata a Roma assieme all'unità di addestramento e lì (Forte Tiburtino) trasformata in un battaglione. Il 1º ottobre 1927 nacque un primo reggimento corazzato (5 battaglioni di cui 3 nell'Italia del nord-est con Fiat 3000), che nel 1931 venne trasferito a Bologna. Nel 1936 da questo reggimento (non numerato) nacquero quattro reggimenti leggeri (1-4) che furono associati alla Fanteria. Allo stesso tempo vennero attrezzate alcune formazioni di Cavalleria, parzialmente, con cavalleria corazzata leggera e veloce. Nel 1937 si costituirono le due brigate corazzate "Centauro" e "Ariete" che nel 1939 furono chiamate Divisioni corazzate. La numerazione dei reggimenti si indirizzò in seguito normalmente secondo la numerazione delle divisioni; in altri casi i reggimenti misero a disposizione per le altre divisioni solo i battaglioni.
I seguenti reggimenti (attrezzati con M13/40 e loro varianti) dipendevano dalle divisioni corazzate "Centauro" (131ª), "Ariete" (132ª) e "Littorio" (133ª). Oggi la forza corazzata è parte integrante dell'Arma di Cavalleria. I reggimenti ancora attivi (con forza di battaglione) sono inquadrati nelle brigate "Ariete" (32º, 132º e 4º), "Pinerolo" (31º) e "Garibaldi" (131º). Il 1º Reggimento corazzato si configura come formazione mista d'addestramento con l'ulteriore compito della gestione dell'area addestrativa di Capo Teulada (Sardegna sud-occidentale). Il 133º Reggimento si configura come formazione di riservisti presso la Scuola di cavalleria e truppe corazzate di Lecce.
- 1º RF carrista (Vercelli, 1936-1943)
  - 1º Reggimento carristi (Roma, 1948-1949)
  - Campo addestramento unità corazzate (Capo Teulada, 1959-1974)
  - 1º RFC (Capo Teulada, 1974-1993)
  -  1º Reggimento corazzato (Capo Teulada, 1993-oggi) (Motto: Folgore nella battaglia)[32]
- 2º RCC (Verona, 1936 - 1938) (Motto: Pondere et igne iuvat)[33] → trasformato nel 32º RCC
- XXII Battaglione carri d'assalto "Coralli" (1935-1938)
  - XXII Battaglione carri L (leggeri) (1938) (inquadrato nel 1º RF carrista)
  - XXII Battaglione carri L (1938-1939) (inquadrato nel 2º RF carrista)
  - XXII Battaglione carri L (1939-1940) (inquadrato nel 33º RF carrista)
  - XXII Battaglione carri L (1941-1943)
  - XXII Battaglione carri (1964-1975) (inquadrato nel RFL "Serenissima")
  - 22º Battaglione carri "M. O. Piccinini" (San Vito al Tagliamento, 1975-1991)
  - 22º RCC "M. O. Piccinini" (San Vito al Tagliamento, 1991-1993)
  -  2º Reggimento carri (San Vito al Tagliamento, 1992-1995) (Motto: Sicut leones)
- Reggimento carri armati (Roma, Bologna, 1927-1936) (Motto: Pondere et igne iuvat)
  - 3º RF carrista (Bologna, 1936-1943)
  - 3º RFC (Persano, 1964-1975)
  - 9º Battaglione corazzato "M.O. Butera" (L'Aquila, 1975-1991) (Motto: Pondere et igne iuvat)
  -  9º Battaglione corazzato "M.O. Butera" (Poligono di Monte Romano) (Monte Romano, 1992-1995) (Motto: Pondere et igne iuvat)[34]
- 4º RF Carrista (Roma, 1936-1943) [1940-1943: Tobruk, Rom]
  - 4º Reggimento carristi (Roma, Civitavecchia, 1953-1958)
  - 4º RFC (Legnano, 1958-1975)
  -  20º Battaglione carri "M. O. Pentimalli" (Legnano, 1975-1991)
  -  4º Reggimento carri (Ozzano dell'Emilia, Civitavecchia, 1992-oggi) (Motto: Travolgo)[35]
- 31º RF carrista (Siena, 1937-1943) [1940-1943: Balcani, Africa settentrionale] (inquadrato nella Divisione corazzata "Centauro" (131ª)
  - 31º RF carrista (1943)
  - 31º Reggimento carristi (Verona, Bellinzago Novarese, 1951-1958)
  - 31º RCC (Bellinzago Novarese, 1959-1975)
  - 1º Battaglione carri "M. O. Cracco" (Bellinzago Novarese, 1975-1993)
  -  31º Reggimento carri (Bellinzago Novarese, 1993-oggi) (Motto: Ferro et corde frangit hostes)[36]
- 32º RF carrista (Verona, 1938-1944) [1940-1943: Africa settentrionale, El Alamein] (inquadrato nella Divisione corazzata "Ariete" (132ª)
  - 32º RCC (Cordenons, Tauriano, 1964-1975)
  - 3º Battaglione carri "M. O. Galas" (Tauriano, 1975-1992)
  -  32º Reggimento carri (Tauriano, 1992-oggi) (Motto: Ferrea mole ferreo cuore)[37]
- 33º RF carrista (Parma, 1939-1943) (inquadrato nella Divisione corazzata "Littorio" (133ª)
  - 6º Battaglione carri "M. O. Scapuzzi" (Civitavecchia, 1976-1993)
  -  33º Reggimento carri (Ozzano dell'Emilia, 1993-2001) (Motto: Aere perennius)[38]
- LXIII Battaglione carri L (1939-1941)
  - III Battaglione carri (Visco, 1958-1961)
  - LXIII Battaglione carri (Visco, 1961-1964)
  - LXIII Battaglione carri (Visco, Cordenons, 1964-1975)
  - 63º Battaglione carri "M. O. Fioritto" (Cordenons, 1975-1991)
  - 63º RCC "M. O. Fioritto" (Cordenons, 1991-1992)
  -  63º Reggimento carri (Cordenons, 1992-1995) (Motto: Irriducibile sempre)[39]
- 131º RF carrista (Siena, 1941-1942) [1940-1943: Sicilia] (inquadrato nella Divisione corazzata "Centauro" (131ª))
  - 101º Battaglione carri "M. O. Zappala" (Bellinzago Novarese, 1975-1993)
  -  131º Reggimento carri (Persano, 1993-2013) (Motto: D'acciaio anche i cuori)[40]
- 132º RF carrista (1941-1942) [1940-1943: Africa settentrionale, El Alamein] (inquadrato nella Divisione Corazzata "Ariete" (132ª))
  - 132º RF carrista (Sardegna, 1944)
  - 1º Reggimento carristi (Roma, 1948-1949)
  - 132º Reggimento carristi (Roma, Aviano, 1949-1959)
  - 132º RCC (Aviano, 1959-1975)
  - 8º Battaglione carri "M. O. Secchiaroli" (Aviano, 1975-1992)
  -  132º Reggimento carri (Aviano, 1992-oggi) (Motto: In hostem ruit)[41]
- 133º RF carrista (Pordenone, 1941-1942) [1940-1943: Africa settentrional, El Alamein] (inquadrato nella Divisione corazzata "Littorio" (133ª)
  - 10º Battaglione carri "M. O. Bruno" (Aviano, 1975-1991)
  - 60º RCC "M. O. Locatelli" (Altamura, 1991-1992)
  -  133º Reggimento carri (Altamura, 1992-1995) (Motto: Ferro, fuoco, cuore)
- IV Battaglione carri (1936-1942)
  - 4º Battaglione carri "M.O. Passalacqua" (1955-1995) (Motto: Oltre il fuoco)
- VII Battaglione carri (1941-1942)
  -  7º Battaglione carri "M.O. Di Dio" (1949-1991) (Motto: Semper audax)
- XI Battaglione carri (1941-1942) 
  -  11º Battaglione carri "M.O. Calzecchi" (1960-2001) (Motto: Unguibus et rostro)
- 19º Battaglione carri (Motto: Nell'acciaio temprati)
- LX Battaglione carri "L" (leggeri) (1940-1941) 
  - Battaglione corazzato "Avellino" (1960-1961)
  - LX Battaglione corazzato "Avellino" (1961-1975
  -  60º Battaglione carri "M.O. Locatelli" (1975-1995) (Motto: Irruento agredisco)
- LXII Battaglione carri "L" (leggeri) (1939-1941)
  - LXII Battaglione corazzato (1961-1975)
  -  62º Battaglione carri "M.O. Jero" (Motto: Come il fuoco dell'Etna)

## Genio

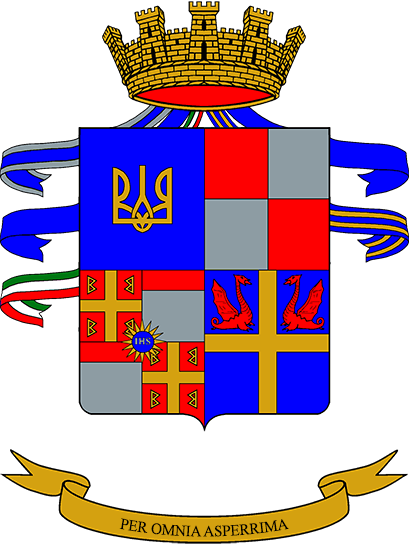
Stemma del 2º Reggimento genio guastatori alpino

L'Arma del Genio venne costituita l'11 giugno 1775 nel Regno di Sardegna. Dal 1824 assunse il nome di Corpo Reale del Genio. Nel 1861 vennero integrate unità del genio di altri stati italiani e si costituirono in un primo momento due reggimenti. Fino al 1910 si ebbero due reggimenti di zappatori, uno di telegrafisti, uno di guastatori, uno di pontieri, un reggimento di genio ferrovieri nonché altre unità minori. Nel corso della prima guerra mondiale, a quelle citate, si aggiunsero altre compagnie, tra le quali i lagunari, che costituiscono oggi parte della Fanteria. Dopo la guerra sopravvissero 18 reggimenti misti di genieri, due di guastatori, uno di ferrovieri e due reggimenti di pontieri. Nella seconda guerra mondiale si aggiunsero a questi reggimenti molti altri raggruppamenti e battaglioni. Nel 1952 dai genieri scaturì la nuova Arma delle Trasmissioni. Fino al 1975 ci furono, oltre alle piccole unità, tre reggimenti di genieri, una unità di Genio d'arresto, un reggimento di pontieri e uno di ferrovieri. Nel quadro della riforma delle forze armate del 1975 i reggimenti, a parte alcune eccezioni, vennero eliminati fino al 1992, quando i battaglioni rimasti hanno assunto nuovamente la denominazione di reggimenti.

### Zappatori
- Reggimento zappatori del Genio (Alessandria, Casale Monferrato, 1848-1860)
  - 1º Reggimento zappatori (Casale Monferrato, 1860-1867)
  - Corpo zappatori del Genio (Casale Monferrato, 1867-1873)
  - 1º RG (Pavia, 1874-1895)
  - 1º RG (zappatori) (Pavia, 1895-1919)
  - 1º RG (Pavia, Torino, 1926-1943) (Motto: Studio, opere, virtute)
  - 1º RGP (Civitavecchia, 1950-1954)
  - 1º Raggruppamento Genio (Trento, 1954-1955)
  - 1º RG (Trento, 1955-1964) (Motto: Ingegno e ardire)
  - 1º BGM "Garda" (Udine, 1976-1991)
  -  1º Reggimento Genio pontieri (Trento, 1993-?)
- 2º Reggimento zappatori (Piacenza, 1860-1867)
  - Corpo zappatori del Genio (Casale Monferrato, 1867-1873)
  - 2º RG (Casale Monferrato, 1874-1895)
  - 2º RG (zappatori) (Casale Monferrato, 1895-1919)
  - 1º Raggruppamento Genio di Corpo d'armata (Torino, Casale Monferrato, 1922-1926)
  - 2º RG (Casale Monferrato, 1926-1943) (Motto: Per omnia asperrima)
  - 2º Raggruppamento Genio (Bolzano, 1954-1955)
  - 2º RG (Bolzano, 1955-1975) (Motto: Per omnia asperrima)
  - 2º BGM alpini "Iseo" (Bolzano, 1975-1986)
  - 2º BGG "Iseo" (Bolzano, 1986-1995)
  -  2º Reggimento Genio guastatori alpino (Trento, 1995-oggi)

### Guastatori
- 2º Raggruppamento Genio di Corpo d'armata (Lodi, Pavia, 1922-1926)
  - 3º RG (Pavia, 1926-1934)
  - 3º RG scuola (Pavia, 1934-1937)
  - 3º RG (Pavia, 1937-1943) (Motto: Nihil nobis obstaculum)
  - 3º Raggruppamento Genio (Conegliano Veneto, 1954-1955)
  - 3º RGP d'arresto (Orcenico Superiore, 1955-1972)
  - 3º Reggimento guastatori d'arresto (Orcenico Superiore, 1972-1975) (Motto: Arresto e distruggo)
  - 3º BGG "Verbano" (Udine, 1976-1992)
  -  3º Reggimento Genio guastatori (Udine, 1992-oggi)
- 3º Raggruppamento Genio di Corpo d'armata (Verona, 1922-1926)
  - 4º RG (Verona, Bolzano, 1926-1943) (Motto: Ad ogni costo)
  - XIV BGP di Corpo d'armata (?-1975)
  - 4º BGP alpini "Orta" (Trento, 1975-1993)
  - 4º RGP (Palermo, 1992-2000) (Motto: Ad ogni costo)
  -  4º Reggimento Genio guastatori (Palermo, 2000-oggi) (Motto: Ad ogni costo)
- 4º Raggruppamento Genio di Corpo d'armata (Bologna, 1922-1926)
  - 6º RG (Bologna, 1926-1943) (Motto: Per aspra via ad aspra meta)
  - BGP "Granatieri di Sardegna" (Civitavecchia, Roma, 1952-1975)
  - 6º BGP "Trasimeno" (Roma, 1976-1993)
  -  6º Reggimento Genio pionieri (Roma, 1993-oggi) (Motto: Per aspra via ad aspra meta)
- 7º Reggimento genio (Firenze, 1926-1943) (Motto: Labor omnia vincit)
  - CIV BGX (Calabria, 1944-1946)
  - Battaglione artieri "Mantova" (Loano, Albissola, Borgo San Dalmazzo, Udine, 1946-1950)
  - Battaglione Genio pionieri "Mantova" (Udine, 1950-?)
  -  104º BGP "Torre" (Orzano di Remanzacco, 1975-1986)
  -  7º Reggimento CIMIC (Motta di Livenza, 2024-oggi)
- 5º RG (minatori) (Rivoli, Torino, 1895-1919)
  - Reggimento minatori del Genio (Torino, Verona, 1919-1922)
  - 5º Raggruppamento Genio di Corpo d'armata (Trieste, 1922-1926)
  - 5º RG (Trieste, 1926-1943) (Motto: Impervia cedant)
  - 5º RGP (Belluno, Vicenza, 1951-1954)
  - 5º Raggruppamento Genio (Vicenza, Udine, 1954-1955)
  - 5º RG (Udine, 1955-1975) (Motto: Impervia cedant)
  - 5º BGP "Bolsena" (Udine, Foggia, Legnago, 1976-2000)
  - 5º BGG "Bolsena" (Legnago, 2000-2001)
  -  5º Reggimento Genio guastatori (Macomer, 2003-oggi) (per trasformazione del 45º RF "Reggio")
- 7º Raggruppamento Genio di Corpo d'armata (Roma, 1922-1926)
  - 8º RG (Roma, 1926-1943) (Motto: Avanti è la vita! ...)
  - CLXXXIV BGX (1944-1946)
  - Battaglione artieri "Folgore" (Vittorio Veneto, 1947-1950)
  - BGP "Folgore" (Vittorio Veneto, Villa Vicentina, 1950-1975)
  - 184º BGP "Santerno" (Villa Vicentina, 1975-1986)
  - 184º BGG "Santerno" (Villa Vicentina, 1986-1992) (Motto: Avanti è la vita)
  - 8º BGG "Folgore" (Legnago, 2001-2004)
  -  8º Reggimento Genio guastatori paracadutisti (Legnago, 2004-oggi) (Motto: Avanti è la vita)
- 9º RG (Trani.?-?) (Motto: Col senno e con la mano)
  - BGP "Centauro" (?-??
  -  131º Battaglione Genio pionieri (?-?) (Motto: Col senno e con la mano)
- 8º Raggruppamento Genio di Corpo d'armata (Santa Maria Capua Vetere, 1922-1926)
  - 10º RG (Santa Maria Capua Vetere, 1926-1943) (Motto: Ardua virtutem nostram excitant)
  - III BGP di Corpo d'armata (Pavia, 1953-1975)
  - 3º BGP "Lario" (Pavia, Cremona, 1975-1993)
  - 10º RGP (Cremona, 1993-1996) (Motto: Al mio valor l'aspro cimento è sprone)
  -  10º Reggimento Genio guastatori (Cremona, 1996-oggi) (Motto: Al mio valor l'aspro cimento è sprone)
- 11º RG (Treviso, Udine, 1928-1943) (Motto: Peritus et audax)
  - BGP "Ariete" (Motta di Livenza, 1958-1975)
  - 132º BGP "Livenza" (Motta di Livenza, 1975-1986)
  - 132º BGG "Livenza" (Motta di Livenza, 1986-1991)
  - 132º BGP "Livenza" (Motta di Livenza, 1991-1993)
  - 11º RGP (Motta di Livenza, 1993-2000) (Motto: Peritus et audax)
  -  11º Reggimento Genio guastatori (Motta di Livenza, Foggia, 2000-oggi) (Motto: Peritus et audax)
- 12º RG (Palermo, ?-?) (Motto: Labore ac studio)
  -  51º Battaglione Genio pionieri "Simeto" (Palermo, 1982-1992)
- 13º Reggimento Genio (Cagliari, ?-?)
- 14º Reggimento Genio (Belluno, ?-?)
- 15º Reggimento Genio (Chiavari, 1940-1943) (Motto: “Mani, macchine, armi pronte”)

20º Reggimento Genio (Tripoli, ?-?) (Motto: Oltre la meta)
- 21º Reggimento Genio (Trani, 1937-1942) (Motto: Tutto osare)
  - XXI BGP (Trani, Vicenza, 1953-1975) (Motto: Par ingenio virtus)
  - 21º BGP "Timavo" (Vicenza, 1975-1979)
  - 21º BGP "Timavo" (Caserta, 1980-1993)
  - 21º RGP (Caserta, 1993-2000) (Motto: Tutto osare)
  -  21º Reggimento Genio guastatori (Caserta, 2000-oggi) (Motto: Tutto osare)
- 26º Reggimento Genio (Albania, ?-?)
- XXXII BGG (Villa Vicentina, 1941-1942)
  - 32º BGG alpini (Torino, 2002-2004) (Motto: Usque ad finem)
  -  32º Reggimento Genio guastatori alpino (Torino, 2004-oggi) (Motto: Fino alla fine)
- Compagnia artieri "Granatieri di Sardegna" (Roma, 1949-1950)
  - Compagnia Genio pionieri "Granatieri di Sardegna" (Roma, 1950-1951)
  - Battaglione Genio pionieri "Granatieri di Sardegna" (Civitavecchia, Roma, 1951-?)
- BGX "Cremona" (Torino, 1944)
  - CXLIV BGX (Torino, 1945-1946)
  - Battaglione artieri "Cremona" (Torino, 1946-1950)
  - Battaglione Genio pionieri "Cremona" (Torino, 1950-?)
- LI BGX (San Pietro Vernotico, 1943-1944)
  - LI BGX "Legnano" (Bergamo, 1944-1946)
  - Battaglione artieri "Legnano" (Pavia, 1946-1950)
  - Battaglione Genio pionieri "Legnano" (Pavia, Verona, 1950-?)
- CLXXXIV BGX (Passignano sul Trasimeno, Scandicci, 1944-1946)
  - Battaglione artieri "Folgore" (Scandicci, Vittorio Veneto, 1947-1950)
  - Battaglione Genio pionieri "Folgore" (Vittorio Veneto, Villa Vicentina, 1950-?)
- XXXI BGX (1942-1943) [Grecia, Jugoslavia, Tunisia]
  - Battaglione Genio pionieri "Centauro" (Bellinzago, 1958-?)
- CXXXII BGX (1941-1942) [1941-1942: Africa settentrionale]
  - Battaglione Genio pionieri "Ariete" (Motta di Livenza, 1958-?)
- LII BGX (1940-1943) [1940-1943: Alpi occidentali, Africa settentrionale]
  - Compagnia Genio pionieri "Trieste" (Bologna, 1951-1953)
  - BGP "Trieste" (Bologna, 1953-1955)
  - Compagnia Genio pionieri "Trieste" (Bologna, 1955-?)
  - Compagnia Genio Guastatori “Trieste” (Bologna, ? - ?)
- CXX BGX (?-?)
  - BGX "Friuli" (Levico, Riva del Garda, 1944-1947)
  - Battaglione artieri "Friuli" (Riva del Garda, Firenze, 1947-1950)
  - BGP "Friuli" (Firenze, 1950-1959)
  - Compagnia Genio pionieri "Friuli" (Firenze, 1959-?)
- I BGX alpini "Taurinense" (Torino, 1939-1943)
  - Compagnia Genio pionieri "Taurinense" (Torino, Abbadia Alpina, 1952-1986)Motto: 'Nduma e Sfunduma-(Andiamo e sfondiamo)
- II BGX alpini "Tridentina" (Bolzano, 1939-1943)
  - Compagnia Genio pionieri "Tridentina" (Bolzano, Varna, Bressanone, 1951-?)
- III BGX alpini "Julia" (1939-1943) [1939: Albania; 1942-1943: Russia]
  - Compagnia Genio pionieri "Julia" (Udine, Gemona del Friuli, 1951-1986)
- I Battaglione Genio pionieri d'arresto (Casarsa, 1950-1954) > poi alle dipendenze del 3º Raggruppamento Genio
- II Battaglione Genio pionieri d'arresto (Conegliano, 1951-1954) > poi alle dipendenze del 3º Raggruppamento Genio
- III Battaglione Genio pionieri d'arresto (Latisana, 1951-1954) > poi alle dipendenze del 3º Raggruppamento Genio
- IV Battaglione Genio pionieri d'arresto (Bolzano, Vipiteno, 1953-1954) > poi alle dipendenze del 2º Raggruppamento Genio
- V Battaglione Genio pionieri d'arresto (Vipiteno, 1954) > poi alle dipendenze del 3º Raggruppamento Genio

### Pontieri
- 1º Reggimento Genio pionieri (Verona, ?-?) (Motto: La gloria arride sull'altra sponda)
- 4º RG (Pontieri) (Piacenza, 1883-1887)
  - 4º RG (Piacenza, 1887-1895)
  - 4º RG (pontieri) (Piacenza, 1895-1919)
  - RG pontieri e lagunari (Piacenza, 1919-1926)
  - Reggimento pontieri e lagunari (Piacenza, 1926-1931)
  - Reggimento pontieri e lagunari del Genio (Piacenza, 1931-1933) (Motto: Ligna per flumina et virtut ad gloriam)
  - 2º RGT (Piacenza, 1933-1943) (Motto: Per ogni ponte una superba sfida al nemico)
  -  2º Reggimento Genio pontieri (Piacenza, 1949-oggi) (Motto: Per ogni ponte una superba sfida)

### Minatori
- 1º Reggimento Genio minatori (Novi Ligure, 1932 - 1943
- 2º Reggimento Genio minatori (Verona, ?-?) (Motto: Minatore Pietro Micca! A noi!)
- II Battaglione Genio minatori  (?-1954) > poi alle dipendenze del 2º Raggruppamento Genio

### Ferrovieri
- Brigata ferrovieri del Genio (Torino, 1895-1910)
  - 6º RG (ferrovieri) (Torino, 1910-1919)
  - RGF (Torino, 1919-1926)
  - Reggimento ferrovieri (Torino, 1926-1943) (Motto: Fervidis rotas ad metam)
  - RGF (Castelmaggiore, 1957-?) (Motto: Fervidis rotis ad metam)
    -  Reggimento Genio ferrovieri (Ozzano dell'Emilia, Castelmaggiore, 1957-oggi) (Motto: Fervidis rotis ad metam)

### Aerostieri
- Gruppo aerostieri del Genio (?-?) (Motto: Usque ad sidera ad observandum longissime)

### Chimici e NBC
- Centro chimico militare (?-?) (Motto: Iniuris novis nova praesidia)
  - RGC (Roma, 1936-1943)
  - Compagnia nebbiogeni e lanciafiamme (?-1957)
  - Compagnia sperimentale ABC (Roma, 1957-1964)
  - Compagnia sperimentale NBC (Roma, 1964-1967)
  - Battaglione difesa NBC (Rieti, 1967-1976)
  -  1º Battaglione NBC "Etruria" (Rieti, 1976-?) (Motto: A nuova offesa nuova difesa)

## Trasmissioni

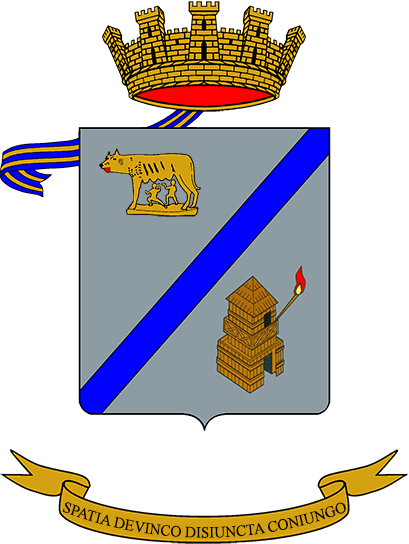
Stemma della Scuola trasmissioni e informatica

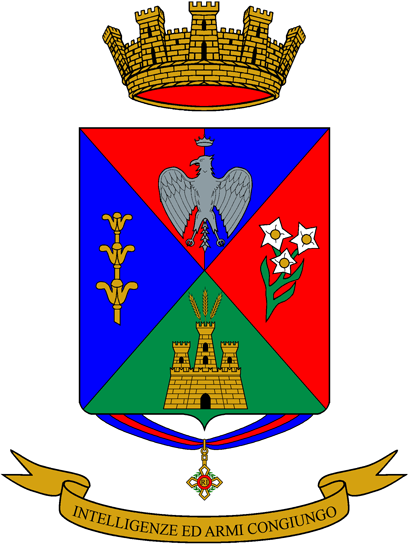
Stemma dell'11º Reggimento trasmissioni

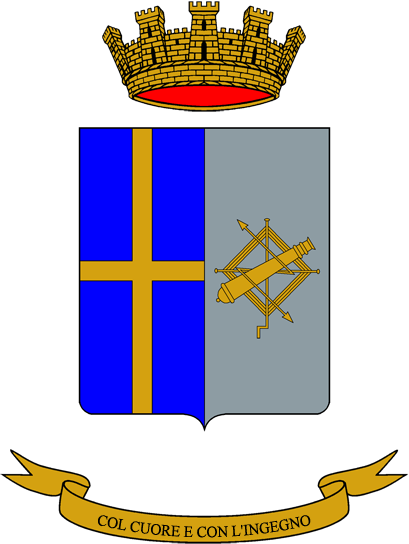
Stemma del 33º Reggimento guerra elettronica

Un primo servizio di telegrafo militare venne costituito il 12 settembre 1860. Negli anni successivi, presso i due reggimenti esistenti di genieri, si formarono le prime compagnie di telegrafisti, integrate poi, nel 1883, nel nuovo 3º Reggimento genieri a Firenze. Il 1883 è ritenuto l'anno di nascita delle unità telegrafisti, facenti tuttavia a suo tempo parte dell'Arma del Genio. Nel 1895 si modificò il nome del 3º Reggimento genieri in 3º Reggimento genieri telegrafisti, strutturato su quattro battaglioni di telegrafisti e un battaglione di sostegno. Nel corso della Prima guerra mondiale dal reggimento (nel 1918 anche con il sostegno del 7º Reggimento genieri) nacquero 68 compagnie di telegrafisti che vennero ripartite come sostegno tra le altre formazioni. Durante la guerra lo scienziato Guglielmo Marconi prestò servizio militare volontario presso il 3º Reggimento genieri telegrafisti. Da quest'ultimo nacquero, nel 1926, il 1º e il 2º Reggimento telegrafisti, disciolti nel 1932. I loro battaglioni e le compagnie poi indipendenti andarono a sostegno di comandi di livello superiore (soprattutto corpi d'armata serviti da battaglioni trasmissioni), o divennero parte di altri reggimenti di genieri. Dopo la Seconda guerra mondiale il battaglione trasmissioni dello Stato maggiore dell'Esercito, denominato 10º Battaglione trasmissioni "Lanciano", si fece carico delle tradizioni del 3º Reggimento trasmissioni, che fu ricostituito nel 1993 (ex 3º Reggimento genieri del 1883). La Specialità delle Trasmissioni venne scorporata nel 1953 dall'Arma del Genio, senza che tuttavia le fosse riconosciuto lo status di Arma: questo avvenne solo il 30 dicembre 1997, con la nascita dell'Arma delle Trasmissioni. Oggi l'Arma è composta da due specialità: Telematica (Brigata trasmissioni, compagnie trasmissioni di supporto diretto) e Guerra elettronica (Brigata RISTA - EW).
- RG radiotelegrafisti (Roma, 1919-1926)
  - 1º Reggimento radiotelegrafisti (Roma, 1926-1932) (Motto: Per aethera loquimur)
  - Battaglione collegamenti (Milano, 1948-1950)
  - III Battaglione collegamenti (Milano, 1950-1953)
  - III BT di Corpo d'Armata (Milano, 1953-1975)
  - 3º BT "Spluga" (Milano, 1976-1995)
  -  1º Reggimento trasmissioni (Milano, 1995-oggi) (Motto: Per aethera loquimur)
- 2º Reggimento radiotelegrafisti (Firenze, Novi Ligure, 1926-1932) (Motto: Per aethera loquimur)
  - IV Battaglione collegamenti (Bolzano, 1948-1952)
  - IV BT di Corpo d'Armata (Bolzano, 1952-1975)
  -  4º BT "Gardena" (Bolzano, 1975-1992)
  -  2º Reggimento trasmissioni alpino (Bolzano, 1992-oggi) (Motto: Sempre in più vasti spazi)
- 3º RG (Firenze, 1883-1895)
  - 3º RG (telegrafisti) (Firenze, 1895-1919)
  - BT dello Stato Maggiore Regio dell'Esercito / Stato Maggiore dell'Esercito (Montironi, Roma, 1943-1947)
  - Battaglione collegamenti Speciale del Ministero della Guerra / Ministero della Difesa (Roma, 1947-1955)
  - BT speciale del Ministero della Difesa-Esercito (Roma, 1955-1957)
  - X BT (Roma, 1957-1975)
  - 10º BT "Lanciano" (Roma, 1975-1993)
  -  3º Reggimento trasmissioni (Roma, 1993-oggi) (Motto: Nello spazio mi affermo)
- 7º RG (telegrafisti) (Piacenza, 1918-1919)
  - Battaglione collegamenti (Padova, 1948-1950)
  - V Battaglione collegamenti (Padova, 1950-1953)
  - V BT di Corpo d'armata (Padova, Codroipo, 1953-1975)
  - 5º BT "Rolle" (Codroipo, Sacile, 1975-1991)
  - RT "Rolle" (Sacile, 1991-1992)
  -  7º Reggimento trasmissioni (Sacile, 1992-oggi) (Motto: E per confini il cielo)
- VI BT di Corpo d'armata (Bologna, 1953-1972) > poi trasformato nell'XI BT
- 8º Battaglione ricerca elettronica "Tonale" (Anzio, 1976-?) (Motto: Vigile e attento)
- IX BT (Roma, Anzio, 1959-1970)
  - IX BTE (Anzio, 1970-1976)
  -  9º Battaglione guerra elettronica "Rombo" (Anzio, 1976-?) (Motto: La mia sfida attraverso lo spazio)
- XI Battaglione marconisti (1940-1943)
  - XI BT (Roma, 1957-1959)
  - XI BT (Bologna, 1972-1975)
  - 11º BT "Leonessa" (Bologna, Civitavecchia, 1975-1992)
  -  11º Reggimento trasmissioni (Civitavecchia, 1992-oggi) (Motto: Intelligenze ed armi congiungo)
- XIII BT "Mauria" (?-?)
  - 13º BT "Mauria" (?-?)
  -  13º Battaglione trasmissioni "Mauria" (?-?) (Motto: In aetheris coniungo)
- XXXII BT d'esercizio d'Armata (Padova, 1953-1954)
  - XXXII BT d'Armata (Padova, 1954-1969)
  - XXXII BT (misto) d'Armata (Padova, 1970-1972)
  - XXXII BT (Padova, 1972-1975)
  - 32º BT "Valles" (Padova, 1975-1992)
  -  32º Reggimento trasmissioni (Padova, 1992-oggi) (Motto: Con impegno e con ingegno)
- XXXIII BTE (Conegliano, 1975)
  - 33º BTE "Falzarego" (Conegliano, Sacile, Treviso, 1975-?)
  -  33º Reggimento EW (Treviso, ?-oggi) (Motto: Col cuore e con l'ingegno)
- XLI BT (Torino, 1957-1975)
  - 41º BT "Frejus" (Torino, 1975-1993)
  - 41º RT (Torino, 1993-1998) (Motto: M'ingegno ed opro)
  -  41º BT "Frejus" (Torino, 1998-oggi) (Motto: M'ingegno ed opro) > inquadrato nel 32º RT
- XLII BT (?-?)
  -  42º Battaglione trasmissioni "Pordoi" (Padova, ?-?) > inquadrato nel 2º RT
- XLIII BT (Firenze, 1957-1975)
  - 43º BT "Abetone" (Firenze, 1975-1993)
  - 43º RT (Firenze, 1993-?) (Motto: Né ostacolo, né fatica)
  -  43º Battaglione trasmissioni "Abetone" (Firenze, ?-oggi) (Motto: Né ostacolo, né fatica) > inquadrato nel 3º RT
- XLIV BT (Roma, 1957-1975)
  - 44º BT "Penne" (Roma, 1976-1993)
  - 44º RT (Roma, 1993-?) (Motto: Con tenacia e con valore)
  -  44º Reggimento sostegno TLC (Roma, ?-oggi) (Motto: Con tenacia e con valore)
- XLV BT (Bagnoli, Napoli, 1957-1975)
  - 45º BT "Vulture" (Napoli, San Giorgio a Cremano, 1975-1993)
  - 45º RT  (San Giorgio a Cremano, Nocera Inferiore, 1993-2000) (Motto: Tenace sempre)
  -  45º Battaglione trasmissioni "Vulture" (Nocera Inferiore, ?-oggi) (Motto: Tenace sempre) > inquadrato nel 46º RT
- 11ª Compagnia trasmissioni (Palermo, 1953-1956)
  - 6ª Compagnia trasmissioni (Palermo, 1956-1975)
  - 46ª Compagnia trasmissioni (Palermo, 1975-1976)
  - 46º BT "Mongibello" (Palermo, 1976-?)
  -  46º Reggimento trasmissioni (Palermo, ?-oggi) (Motto: Soatium non obest)
- 47ª Compagnia trasmissioni (Cagliari, ?-?)
  - 47º Battaglione trasmissioni "Gennargentu" (Cagliari, ?-oggi) > inquadrato nel 3º RT
- Comando genio "Granatieri di Sardegna" (Roma, ?-1943)
  - Battaglione collegamenti "Granatieri di Sardegna" (Roma, 1948-1953)
  - BT "Granatieri di Sardegna" (Roma, 1953-1954)
  - Compagnia trasmissioni "Granatieri di Sardegna" (Roma, 1954-1959)
  - Battaglione trasmissioni "Granatieri di Sardegna" (Roma, 1959-?)
- BGX "Cremona" (Torino, 1944-1945)
  - CXLIV BGX (Torino, 1945-1946)
  - Battaglione collegamenti "Cremona" (Torino, 1946-1953)
  - BT "Cremona" (Torino, 1953-1954)
  - Compagnia trasmissioni "Cremona" (Torino, 1954-1958)
  - Battaglione trasmissioni "Cremona" (Venaria Reale, 1958-?)
- LI BGX (San Pietro Vernotico, 1943-1944)
  - LI BGX "Legnano" (Bergamo, 1944-1946)
  - Battaglione collegamenti "Legnano" (Bergamo, 1946-1953)
  - BT "Legnano" (Bergamo, 1953-1954)
  - Compagnia trasmissioni "Legnano" (Bergamo, 1954-1958)
  - Battaglione trasmissioni "Legnano" (Bergamo, 1958-?)
- CIV BGX (Calabria, 1944-1946) 
  - Battaglione collegamenti "Mantova" (Albissola, Tricesimo, Udine, 1946-1953)
  - BT "Mantova" (Udine, 1953-1954)
  - Compagnia trasmissioni "Mantova" (Udine, 1954-1958)
  - BT "Mantova" (Udine, 1958-?)
  - 107º Battaglione trasmissioni "Predil" (Udine, ?-oggi) (Motto: Per sempre meglio oprare)
- CLXXXIV BGX (Passignano sul Trasimeno, Scandicci, 1944-1946)
  - Battaglione collegamenti "Folgore" (Firenze, Conegliano Veneto, Treviso, 1947-1953)
  - BT "Folgore" (Treviso, 1953-1954)
  - Compagnia trasmissioni "Folgore" (Treviso, 1954-1958)
  - BT "Folgore" (Treviso, 1958-1975)
  - 184º BT (Treviso, 1976-1993)
  -  184º Reggimento sostegno TLC (Treviso, 1999-oggi) (Motto: Vivida folgore, vivido ingegno)
- XXXI BGX (1942-1943) [1942-1943: Grecia, Jugoslavia, Tunisia] 
  - BT "Centauro" (Novara, 1959-?)
  - 231º Battaglione trasmissioni "Sempione" (Novara, ?-?) > inquadrato nel 1º RT
- CXXXII BGX (1941-1942) [1942-1943: Africa settentrionale]
  - BT "Ariete" (Casarsa della Delizia, 1958-?)
  - 232º BT "Fadalto" (?-?)
  -  232º Reggimento trasmissioni (Avellino, 2004-oggi) (Motto: Forte animo ed agile mente)
- LII BGX (1940-1943) [1940-1943: Alpi occidentali, Africa settentrionale] 
  - Compagnia collegamenti "Trieste" (Bologna, 1950-1953)
  - Compagnia trasmissioni "Trieste" (Bologna, 1953-?)
- CXX BGX (?-?)
  - BGX "Friuli" (Levico, Riva del Garda, 1944-1947)
  - Battaglione collegamenti "Friuli" (Riva del Garda, Pistoia, Livorno, 1947-1953)
  - BT "Friuli" (Livorno, 1953-1954)
  - Compagnia trasmissioni "Friuli" (Livorno, Firenze, 1954-?)
- I BGX "Taurinense" (Torino, 1939-1943)
  - Compagnia collegamenti "Taurinense" (Torino, 1952-1953)
  - Compagnia trasmissioni "Taurinense" (Torino, 1953-?)
- II BGX "Tridentina" (Bolzano, 1939-1943)
  - Compagnia collegamenti "Tridentina" (Bressanone, 1952-1953)
  - Compagnia trasmissioni "Tridentina" (Bressanone, 1953-?)
- III BGX "Julia" (1939-1943) [1939: Albania; 1942-1943: Russia]
  - Compagnia collegamenti "Julia" (Udine, 1952-1953)
  - Compagnia trasmissioni "Julia" (Udine, 1953-?)
- 13º Battaglione "Aquileia" (Anzio, 1960-2018)
  - 13º Reggimento "Aquileia" Humint (Human Intelligence)
- Gruppo specialisti artiglieria "Corrdenons" (?-?) (Motto: Ignis intellectus)
  -  41º Reggimento SORAO (Sora, 1915-?) (Motto: Ignis intellectus)

Con l'eccezione del 44º e del 184º Reggimento di sostegno TLC, dipendenti dal Comando logistico dell'Esercito, e del 1º Reggimento trasmissioni, dipendente dalla Brigata di supporto del NRDC-ITA, tutti i reggimenti sono inquadrati nella Brigata trasmissioni dell'Esercito Italiano (Comando trasmissioni e informazioni dell'Esercito). Dal 1º gennaio 2013 anche la Scuola delle trasmissioni e informatica presso la Cecchignola a Roma è stata posta alle dipendenze del Comando trasmissioni e informazioni dell'Esercito.

## Trasporti e materiali

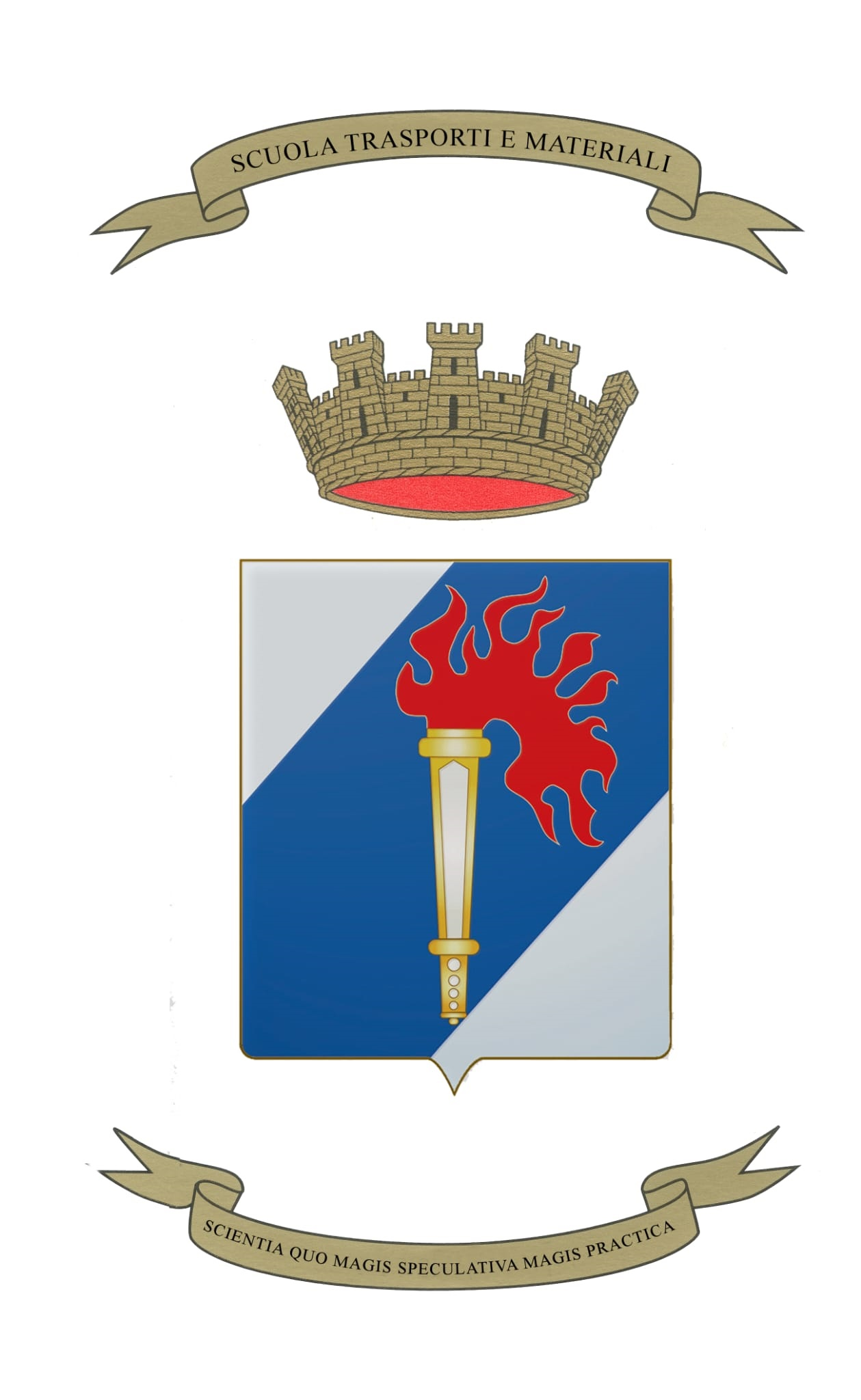
Stemma della Scuola trasporti e materiali

Benché nell'Esercito Italiano fossero operanti parecchie antiche unità di approvvigionamento e di convogli militari (compagnie treno in servizio nei diversi reggimenti), esse non sono ritenute all'origine dell'attuale Arma dei Trasporti e Materiali. Quest'ultima nacque nel 1902, dapprima come piccola unità motorizzata del Reggimento genio ferrovieri che il 1º settembre 1906 assunse la denominazione di Sezione automobilistica e nel 1926 di Servizio automobilistico. Da esso, nel 1935, si formò il Corpo automobilistico, dotato di 37.000 veicoli utilizzati per le campagne militari italiane in Spagna e in Africa orientale, di cui all'incirca 14.300 furono quelli persi. Dal 1942 al 1948 le formazioni esistenti adibite al trasporto vennero denominate Reggimenti autieri. Successivamente, nel quadro della riforma dell'Esercito, nel 1975, ogni brigata ottenne un battaglione logistico che divenne responsabile non soltanto per il trasporto, ma anche per l'approvvigionamento e la manutenzione. Il 30 dicembre 1997 il Servizio automobilistico venne riconfigurato nell'Arma dei Trasporti e Materiali TRAMAT, riconoscimento con cui si volle tenere conto della sua importanza fondamentale, anche nelle missioni all'estero. Nel 2001 i battaglioni logistici in seno alle brigate sono stati riuniti ai battaglioni trasporti e logistici dei più alti livelli di comando, formando nuovi reggimenti di trasporto e materiale che oggi dipendono dalla Brigata logistica dell'Esercito. Il Comando logistico dell'Esercito a Roma, responsabile per gli incarichi principali e territoriali, si trova al vertice di formazioni di trasporti (8º Reggimento, 11º Battaglione), di due reggimenti trasporti di supporto e di quattro reggimenti di supporto con velivoli dell'Esercito. Inoltre, dal Comando logistico dipendono anche i centri di riparazione di Piacenza, Nola
(armi pesanti), Terni (armi leggere), Roma (telecomunicazioni), un centro di ricerca a Montelibretti presso Roma, una base logistica per missioni all'estero a Bari, un ospedale militare a Roma, un centro di ricerca medica a Roma, un centro veterinario a Grosseto (con annesso un centro d'addestramento cani anti-esplosivi) e l'Istituto geografico militare di Firenze. A questi vanno aggiunti diversi piccoli uffici, centri d'approvvigionamento e depositi. La Scuola Trasporti e Materiali della Cecchignola, presso Roma, dipende dal Comando addestramento dell'Esercito.
- BL "Friuli" (Budrio, 1967-2001)
  - 6º RLT (Budrio, 2001-2015)
  - RL "Friuli" (Budrio, 2015-2016)
  -  6º Reggimento logistico di supporto generale (Budrio, 2016-oggi)[42]
- BL "Mantova" (Udine, 1976-1980)
  - BLM "Mantova" (Udine, Remanzacco, 1980-1986)
  -  8º BLM "Carso" (Remanzacco, 1986-1994) (Motto: Forte e tenace)
  - 8º Reggimento di manovra "Carso" (Remanzacco, 1994-oggi)
- 8º Reggimento trasporti (?-?)
- 10º Reggimento trasporti (?-?)
- VI Centro automobilistico (Firenze, 1920-1923)
  - VI Raggruppamento trasporti (Firenze, 1923-1926)
  - 7º Centro automobilistico (Firenze, 1926-1942)
  - 7º Reggimento autieri (Firenze, 1942-1943)
  - 7º Centro autieri (Firenze, 1947-1964)
  -  7º Battaglione trasporti "Monte Amiata" (Firenze, 1991-1998) (Motto: Fortitudo mea in rota)
- VII Centro automobilistico (Roma, 1920-1923)
  - VII Raggruppamento trasporti (Roma, 1923-1926)
  - 8º Centro automobilistico (Roma, 1926-1942)
  - 8º Reggimento autieri (Roma, 1942-1943)
  - 8º Centro autieri (Roma, 1947-1964)
  - 8º BLT "Casilina" (Roma, 1984-?)
  - 8º Reggimento trasporti "Casilina" (Roma, ?-oggi) (Motto: Semper sustinere)[43]
- VIII Centro Automobilistico (Napoli, 1920-1923)
  - VIII Raggruppamento Trasporti (Napoli, 1923-1926)
  - 10º Centro Automobilistico (Napoli, 1926-1942)
  - 10º Reggimento Autieri (Napoli, 1942-1943)
  - 10º Reggimento Autieri (Napoli, 1943-1945)
  - 10º Centro Autieri (Napoli, 1947-1964)
  -  10º BLT "Appia" (Napoli, 1987-?) (Motto: Per aspera et devia ad metam)
- X Centro Automobilistico (Palermo, 1920-1923)
  - X Raggruppamento Trasporti (Palermo, 1923-1926)
  - 11º Centro Automobilistico (Palermo, 1926-1927)
  - 12º Centro Automobilistico (Palermo, 1927-1942)
  - 12º Reggimento Autieri (Palermo, 1942-1943)
  - 11º Centro Autieri (Palermo, 1947-1964)
  -  11º BLT "Etnea" (Palermo, 1987-1998) (Motto: Omnia perfecta semper)
- 13º Reparto Riparazioni Rifornimenti e Recuperi (1959-1982)
  - 13º BLM (1982-1988)
  -  13º BL "Aquileia" (1988-1991) (Motto: Praevideo ac provideo)
- 14º Centro Automobilistico (Treviso, 1940-1942)
  - 14º Reggimento Autieri (Treviso, 1942-1943)
  - V Autogruppo Territoriale (Verona, Montorio Veronese, 1969-1976)
  - 5º ALM (Montorio Veronese, 1976)
  - 14º ALM "Flavia" (Montorio Veronese, 1976-1991)
  -  14º BLT "Flavia" (Montorio Veronese, 1991-?) (Motto: Ferma guida)
- Autogruppo del Ministero Difesa-Esercito (Roma, 1948-1958)
  - X Autogruppo (Roma, 1958-1976)
  - 10º ALM (Roma, 1976)
  -  10º ALM Interforze "Salaria" (Roma, 1976-oggi)(Motto: Con perizia ovunque)
- ALM dello Stato Maggiore dell'Esercito (Roma, 1948-1958)
  - XI ALM (Roma, 1958-1976)
  - 11º ALM (Roma, 1976)
  -  11º ALM "Flaminia" (1976-oggi) (Motto: Nella guida l'impegno)
- I Centro Automobilistico (Torino, 1920-1923)
  - I Raggruppamento Trasporti (Torino, 1923-1926)
  - 1º Centro Automobilistico (Torino, 1926-1942)
  - 1º Reggimento Autieri (Torino, 1942-1943)
  - 1º Centro Autieri (Torino, 1947-1964)
  - 1º BLT "Monviso" (Torino, 1990-?)
  - 1º RL di Supporto "Monviso" (Torino, ?-?)
  -  1º BLT "Monviso" (Torino, ?-?) (Motto: Omnia omnibus)
  -  1º RLM (Torino, ?-?)
- BL Paracadutisti "Folgore" (Pisa, 1975-?) (Motto: Diam l'ali alla vittoria)
  -  6º RLM (Pisa, ?-?)
- 10º RLM (?-?)
- 4º BLM (Bolzano, 1981-1986)
  - 24º BLM "Dolomiti" (Bolzano, Merano, 1986-1994)
  -  24º RLM "Dolomiti" (Merano, 1994-?) (Motto: Con tecnica e tenacia ovunque)
  -  24º RLM (Merano, ?-?)
- Reggimento di Supporto (Roma)
- BL "Ariete" (Casarsa della Delizia, 1976-1981)
  - BLM "Ariete" (Casarsa della Delizia, 1981-1986)
  -  50º BLM "Carnia" (Casarsa della Delizia, 1986-???) (Motto: In acia confirmo)
- BL "Folgore" (Treviso, 1976-1981)
  - BLM "Folgore" (Treviso, 1981-1986)
  -  5º BLM "Euganeo" (Treviso, 1986-1996) (Motto: Operoso e audace)
- 3º BLM "Fulvia" (Milano, 1982-1986)
  -  33º BLM "Ambrosiano" (Milano, 1986-1993)
  -  33º RLM "Ambrosiano" (Milano, 1993-2001) (Motto: Ovunque presenti)
  - Reparto Comando di Corpo d'Armata di Reazione Rapida (2001- 2002)
  - Reggimento supporto tattico logistico di Corpo d'Armata (2002-oggi)
- BL "Acqui" (L'Aquila, 1975-?) (Motto: Con il lavoro alla meta)
- BL "Aosta" (Messina, 1975-2002) (Motto: Labor ac virtus)
  -  Reggimento Logistico "Aosta" (Palermo, 2015-oggi) (Motto: Labor ac virtus)
- III Battaglione Servizi "Ariete" (Maniago, 1963-1975)
  - BL "Manin" (Maniago, 1975-1986)
    -  BL "Ariete" (Maniago, 1986-2015) (Motto: Sempre e meglio)
    -  Reggimento Logistico "Ariete" (Maniago, 2015-oggi) (Motto: Sempre e meglio)
- BL "Brescia" (Brescia, Montorio Veronese, 1975-1991) (Motto: Ab origine fortis)
- BL "Cadore" (Belluno, 1976-1997) (Motto: L'impegno mi esalta)
- BLM "Centauro" (Bellinzago, 1975-1987) (Motto: Forza, volontà, cuore)
  -  BL "Centauro" (Bellinzago, 1986-2001) (Motto: Forza, volontà, cuore)
  -  Reggimento Gestione Aree di Transito -RSOM (Bellinzago Novarese, 2015-oggi)
- BL "Curtatone" (Bellinzago, 1976-1987) (Motto: Forza, volontà, cuore)
- BL "Cremona" (Torino, 1975-?) (Motto: Alacre nel lavoro, forte nella battaglia)
- BL "Friuli" (Firenze, Budrio, 1975-?) (Motto: Lavoro e combatto)
- BL "Garibaldi" (Pordenone, 1975-1991) (Motto: Nel nome la guida)
- BL "Goito" (Milano, 1975-1991) (Motto: Con il lavoro e con le armi)
  - BL "Persano" (Persano, 1989-1991)
  - BL "Garibaldi" (Persano, 1991-?)
- BL "Gorizia" (Gradisca d'Isonzo, 1975-1997) (Motto: Per non fermarsi mai)
- BL "Granatieri di Sardegna" (Civitavecchia, 1975-?) (Motto: Per i primi, con i primi)
- BL "Julia" (Udine, Vacile, 1975-?)  Motto: Nulla dies sine linea)
- BL "Legnano" (Presezzo, Solbiate Olona, 1975-?) (Motto: alacriter agere)
- BL "Mameli" (Motto: Pari al valor l'impegno)
- BL "Isonzo" (Tricesimo, 1975-1986)
  -  BL "Mantova" (Tricesimo, 1986-?) (Motto: Operosamente vivere)
- BL "Orobica" (Merano, 1975-?) (Motto: Va e dura)
- BL "Pinerolo" (Bari, 1975-?) (Motto: Operoso e forte)
- BL "Pozzuolo del Friuli" (Visco, 1975-?) (Moto: Con la virtù dei cavalieri antiqui)
- BL "Taurinense" (Rivoli, 1975-?) (Motto: Più forti della roccia)
- BL "Tridentina" (Varna, Elvas, 1976-?) (Motto: con le opere e con le armi)
- BL "Trieste" (?-?) (Motto: Tenace e valoroso)
- BL "Vittorio Veneto" (?-?) (Motto: Non mi arresta alcun ostacolo)

## Aviazione dell'Esercito

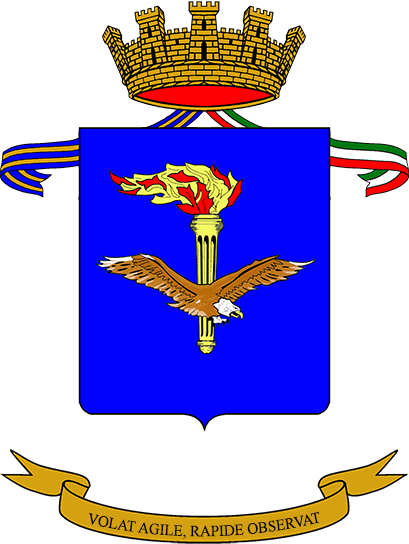
Stemma del centro AVES

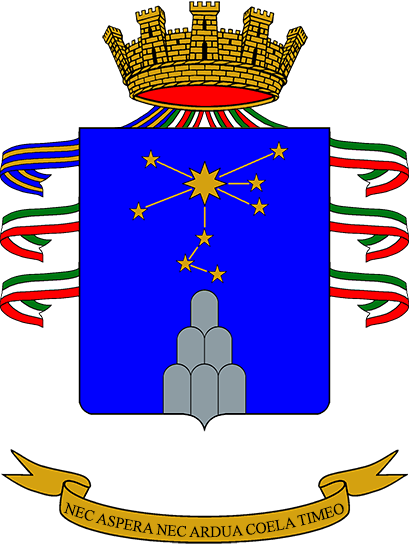
Stemma del 4º Rgt AVES Altair

L'Aviazione dell'Esercito (AVES) si articola oggi in reggimenti AVES, gruppi squadroni e squadroni (più che altro un'unità amministrativa). A questi si aggiungono anche i reggimenti di sostegno. Nel 1923 le formazioni e le unità di un tempo andarono a far parte dell'Aeronautica militare italiana. Soltanto all'inizio del 1950 l'Esercito ottenne nuovamente un'Aviazione Leggera dell'Esercito (ALE) le cui unità si svilupparono dapprima solo gradualmente. Con la riforma ordinativa del 1975 l'Aviazione dell'Esercito ottenne per la prima volta delle formazioni a livello di reggimenti (chiamati allora ancora "Raggruppamenti ALE") e furono riordinate anche tutte le altre formazioni e unità. Quando dopo il 1989 l'Aviazione di marina italiana ha potuto disporre di aerei da combattimento grazie ad un'adeguata modifica legislativa e ha cambiato il nome in "Aviazione Navale", anche l'Aviazione dell'Esercito ha richiesto una modifica del nome e l'eliminazione dell'attributo "leggera". La nuova denominazione di "Aviazione dell'Esercito" (Aves non è soltanto un'abbreviazione bensì richiama il termine latino di "uccelli") alla fine degli anni '90 è stata sostituita per del poco tempo con "Cavalleria dell'Aria", perché l'Aviazione dell'Esercito, nel quadro di ulteriori riforme ordinative dell'Arma di Cavalleria era stata inserita come sua specialità. In tempi brevi tuttavia venne nuovamente modificato l'inquadramento organico e l'Aviazione dell'Esercito ritornò a essere una specialità autonoma. Le formazioni odierne di AVES dipendono dalla Brigata Aeromobile "Friuli" o dalla Brigata del Comando Aviazione dell'Esercito a Viterbo (con funzioni prevalentemente amministrative).
- 1º Raggruppamento ALE "Antares" (Viterbo, 1976-1991)
  - 1º Reggimento ALE "Antares" (Viterbo, 1991-1993)
  -  1º RV "Antares" (Viterbo, 1993-?) (Motto: Primus nomine, fasctisque fulgentior)[44]
  - 1º RCA "Antares" (Viterbo, ?-?)
  - 1º RV "Antares" (Viterbo, ?-?)
- 2º RV "Sirio" (Lamezia Terme, 1996-oggi) (Motto: Per aerem usque ad metam)[45]
- 3º RV "Aldebaran" (Bresso, 1993-1996)
- 4º Raggruppamento ALE "Alttair" (Bolzano, 1976-1991)
  - 4º Reggimento ALE "Altair" (Bolzano, 1991-1993)
  -  4º RV "Altair" (Bolzano, 1993-?) (Motto: Nec aspera nec ardua coela timeo)[46]
  - 4º RCA "Altair" (Bolzano, ?-?)
  - 4º RV "Altair" (Bolzano, 1993-?)
- 5º Raggruppamento ALE "Rigel" (Casarsa della Delizia, 1976-1991)
  - 5º Reggimento ALE "Rigel" (Casarsa della Delizia, 1991-1993)
  -  5º RV "Rigel" (Casarsa della Delizia, 1993-?) (Motto: Il mio spirit atòr ti svole)[47]
  - 5º RCA "Rigel" (Casarsa della Delizia, ?-?)
  - 5º RV "Rigel" (Casarsa della Delizia, ?-?)
- 7º RV "Vega" (Rimini, 1996-oggi) (Motto: Siderum vis) [http://www.museocavalleria.it/Scuola%20e%20Reggimenti/Aria/7%B0%20Vega.htm[collegamento interrotto]][collegamento interrotto]
- Reparto Riparazioni Aerei Leggeri dell'Esercito ALE (Bracciano, 1953-1958)
  - 1º Reparto Riparazioni ALE (Bracciano, 1958-1993)
  - 1º Reparto Riparazioni AVES (Bracciano, 1993-1999)
  - 1° RCS "Idra" (Bracciano, 1999-2003)
  -  1º RVS "Idra" (Bracciano, 2003-oggi) (Motto: Ultra nomen virtus) [http://www.museocavalleria.it/Scuola%20e%20Reggimenti/Aria/1%B0%20Idra.htm[collegamento interrotto]][collegamento interrotto]
- 2º Reparto Riparazioni ALE (Bologna, 1957-1993)
  - 2º Reparto Riparazioni AVES (Bologna, 1993-?)
  -  2º RVS "Orione" (Bologna, ?-?) (Motto: Sic itur ad astra) [http://www.museocavalleria.it/Scuola%20e%20Reggimenti/Aria/2%B0%20Orione.htm[collegamento interrotto]][collegamento interrotto]
- 3º Reparto Riparazioni ALE (Orio al Serio, 1965-1993)
  - 3º Reparto Riparazioni AVES (Orio al Serio, 1993-?)
  -  3º RVS "Aquila" (Orio al Serio, ?-?) (Motto: Cotidie sine mora) [http://www.museocavalleria.it/Scuola%20e%20Reggimenti/Aria/3%B0%20Aquila.htm[collegamento interrotto]][collegamento interrotto]
- 4º Reparto Riparazioni ALE (Viterbo, 1976-1993)
  - 4º Reparto Riparazioni AVES (Viterbo, 1993-?)
  -  4º RVS "Scorpione" (Viterbo, ?-?) (Motto: Res non verba) [http://www.museocavalleria.it/Scuola%20e%20Reggimenti/Aria/4%B0%20Scorpione.htm[collegamento interrotto]][collegamento interrotto]